# 바 (피지)
바(Ba)는 비치레부섬 북서부에 위치한 피지의 도시로, 바주의 주도이다. 라우토카에서 37km, 난디에서 62km 정도 떨어진 곳에 위치하며 면적은 327km2, 인구는 18,526명(2007년 기준)이다. 바강 중류에 위치하며 도시 이름도 여기에서 유래된 이름이다. 바는 오랫동안 큰 교통 체증을 일으키는 1차선 다리로 유명했지만 옛 다리는 1990년대에 일어난 홍수로 붕괴되었고 현재는 고속도로(킹스웨이)가 이 곳을 지나간다. 또한 중국의 자싱시와 자매결연을 맺었다.
비옥한 농업 지대에 위치하며 특히 사탕수수가 많이 생산된다. 그 때문에 플랜테이션 농업을 위해 피지로 이민을 간 인도인의 비율이 높은 편이다. 1939년 시로 승격되었으며 마을은 15개 마을을 관할하는 시 의회가 운영한다. 시장은 시 의회에서 실시하는 간접 선거로 선출된다. 국민연합당은 2002년 지방 선거에서 바 의회에 배정된 15석 가운데 14석을 차지했다. 바의 랜드마크는 대규모 제당 공장인 라라와이 공장, 거리에 있는 모스크이다. 피지의 많은 부호 가운데 대부분이 이 곳에 거주한다.
2016년 2월 20일에 상륙해 피지 전역에서 49명의 목숨을 앗아간 사이클론 윈스턴의 적색 지대에 포함되었다는 발표가 나오기도 했다.